# Reginald McNamara
Reginald "Reggie" McNamara, född 7 november 1888 i Grenfell, New South Wales, död 1971 i Belleville, New Jersey, var en australisk professionell tävlingscyklist. Han var världens mest berömde och omskrivne sexdagarscyklist.
McNamara, som uteslutande tävlade i USA och Europa, vann 1918–1932 New Yorks sexdagars sju gånger och 1927 Paris sexdagars. På grund av sin hårdhet och oömhet vid de många kullkörningar, som förekommer vid dylika tävlingar, fick McNamara, som ännu i 40-årsåldern tillhörde världseliten, smeknamnet "The Iron Man".